# Трюгве Браттелі
Трюгве Мартін Браттелі (норв. Trygve Martin Bratteli; 11 січня 1910, Неттерей — 20 листопада 1984, Осло) — норвезький політик від Робочої партії і прем'єр-міністр Норвегії в 1971—1972 і 1973—1976 роках.

## Біографія

### Раннє життя
Народився в Неттереї, де навчався у початковій школі. Деякий час був безробітним, протягом деякого часу працював в якості кур'єра, матроса китобійного судна і будівельника. У 1928 році приєднався до молодіжної організації норвезької Робітничої партії, в 1930 році став секретарем норвезького Союзу робітничої молоді. Визначений як секретар Кризового комітету НРП під час нацистського вторгнення до Норвегії, був заарештований німцями в 1942 році згідно гітлерівської директиви «Ніч і туман», що дозволяла арешт будь-яких антинацистських політичних активістів на окупованих територіях. Побував в'язнем у різних німецьких концтаборах з 1943 по 1945 рік, але вижив.

### Політична кар'єра
Після звільнення і повернення до Норвегії в 1945 році став головою робітничого союзу молоді, заступником голови норвезької Робітничої партії, входив до складу новоствореного комітету оборони, а в 1965 році був обраний головою партії.
Обрався до парламенту Норвегії від Осло в 1950 році і був переобраний сім разів, працюючи там з 1951 по 1980 рік. У 1960—1963 роках був міністром транспорту і комунікацій Норвегії (і потім знову займав цю посаду з вересня 1963 до 1964 року), в 1962 році виконував обов'язки міністра фінансів. З 1971 по 1972 і з 1973 по 1976 був прем'єр-міністром Норвегії. Сформував нову державну політику у зв'язку зі знахідкою багатих покладів нафти на континентальному шельфі Північного моря і знизив пенсійний вік в країні з 70 до 67 років. У червні 1970 провів переговори про вступ Норвегії до ЄС у січні 1972 року і навіть підписав відповідну угоду з Євросоюзом, але на національному референдумі, який відбувся у вересні того ж року, велика частина населення проголосувала проти (53,9 % проти 46,1 % за), і він подав у відставку разом з усім Кабінетом Міністрів. Проте кабінет його наступника, Ларса Корвальда, незважаючи на рішення питання про членство в ЄС, пропрацював лише рік, і за підсумками парламентських виборів 1973 року Браттелі знову став прем'єр-міністром.
Вважався досвідченим політиком і чесною людиною. Написав ряд автобіографічних і політичних книг. Його мемуари про своє перебування в німецьких концтаборах, «В'язень Ночі і Туману», стали бестселером в Норвегії.